# Leptospira alexanderi
Leptospira alexanderi é uma espécie de Leptospira. Tem sido descrita recentemente, mas sua patogenicidade é incerta (Brenner et al., 1999)